# Plaza San Martín (La Plata)
La Plaza San Martín se encuentra ubicada en la ciudad de La Plata (cabecera del partido homónimo), Provincia de Buenos Aires, República Argentina. Está ubicada entre las calles 50, 54, 6 y 7.
Sobre calle 50 se encuentra el Pasaje Dardo Rocha, sobre la calle 6 la Casa de Gobierno de la Provincia de Buenos Aires y sobre calle 7 se encuentra el Palacio Legislativo.

## Historia

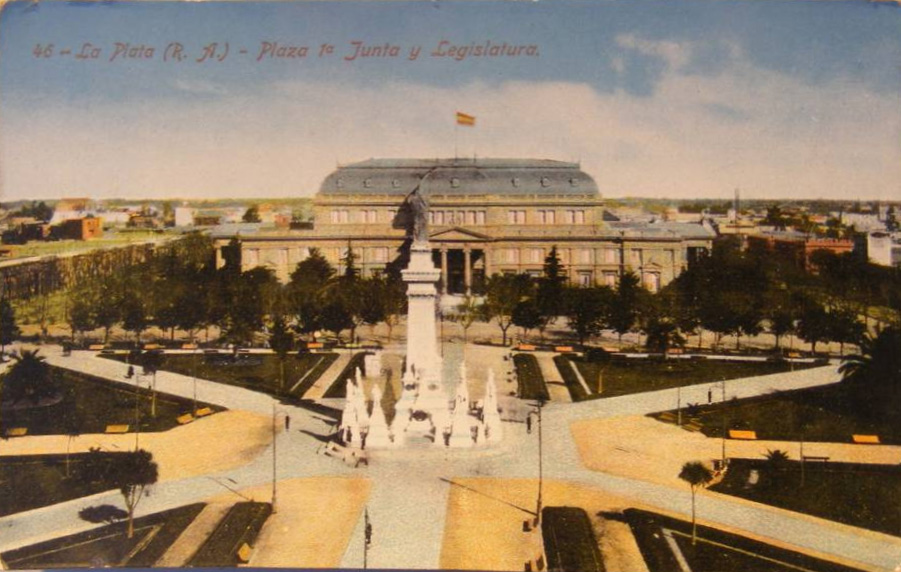
La entonces Plaza Primera Junta, con su Monumento luego demolido.

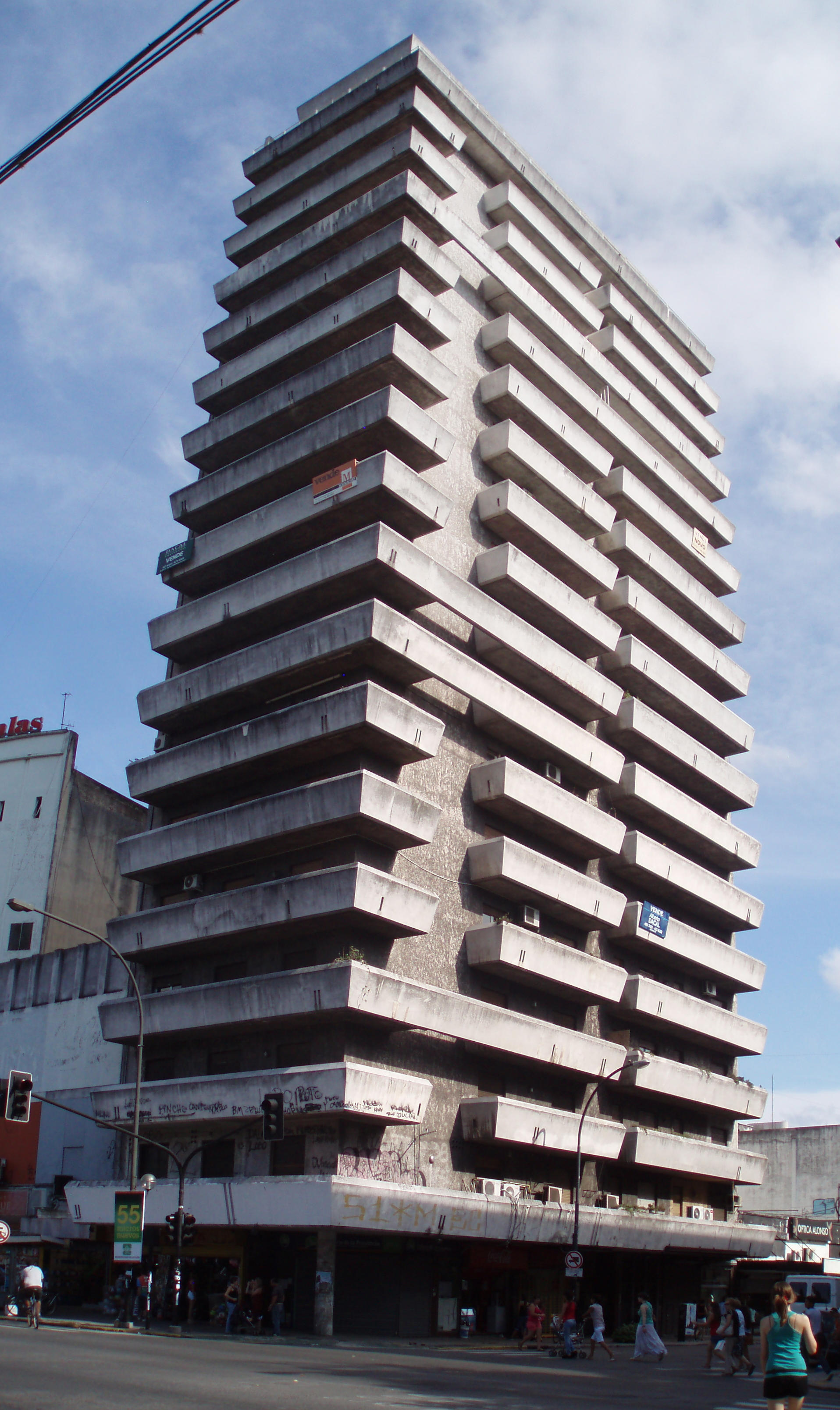
Edificio América, se destaca en la esquina de Av. 7 y 50 desde 1962.

Nació en 1882, dividida en tres secciones por las avenidas 51 y 53, y en 1887 se inauguró en uno de sus laterales la Estación 19 de Noviembre del Ferrocarril del Sud. El arbolado y los espacios verdes llegaron más tarde. Aunque Dardo Rocha pretendió fundarla como “Plaza Bernardino Rivadavia”, el ala correspondiente a la vieja Estación –hoy Pasaje Dardo Rocha- era llamada “Plazoleta del Ferrocarril”, y la franja central era conocida como “Plaza de la Legislatura”. 
En 1901, por ley Provincial, se levantó allí el Monumento a los Hombres de la Primera Junta. Eran 9 esculturas de mármol compradas en Florencia y realizada por el maestro escultor Pietro Costa, para un proyecto que no se llegó a realizar, y se emplazaron en un complejo estatuario con los miembros del Primer Gobierno Patrio, un Torreón central con la esfinge de La Libertad en un principio y en otra reforma años después, un bronce alegórico de la Patria, obra del escultor A. Giovanola sobre un Obelisco truncado de orden Jónico. Así, tomó el nombre de Plaza de la Primera Junta
Por ley promulgada el 21 de abril de 1913, se autorizó al Poder Ejecutivo a desarmar el conjunto estatuario, distribuyendo cada escultura en las plazas de la ciudad, para evitar que se extraviaran. Se proyectó la construcción del Monumento a José de San Martín, y por ley 3469 se eligió esta plaza para emplazarlo, olvidando que el Dr. Dardo Rocha al fundar la ciudad, ya había previsto honrar al Libertador con un parque de ocho manzanas que se llamó así hasta 1917. El 25 de abril de 1914 el presidente Victorino de la Plaza inauguró el monumento a San Martín que se encuentra en el centro de la plaza. En ese momento, se eligió renombrar al lugar “Plaza General San Martín”.
En 1932 se erige en la esquina de 6 y 50 de dicha plaza, un obelisco como homenaje a los ingenieros que participaron del trazado y construcción de la ciudad. En 2025 tras varios meses de remodelación y reparquización fue reinaugurada el 25 de marzo, siendo considerado uno de los espacios más emblemáticos de La Plata.Tras años de abandono fue restaurada y modernizada siendo presentada por el intendente Julio Alak y el gobernador Axel Kicillof.

## Características
La estatua que se elige para erigir en esta plaza es una réplica de la existente en Boulogne-sur-Mer, ciudad francesa que vio morir a San Martín. Su autor fue el escultor francés Enrique Emilio Aullard.

## Galería

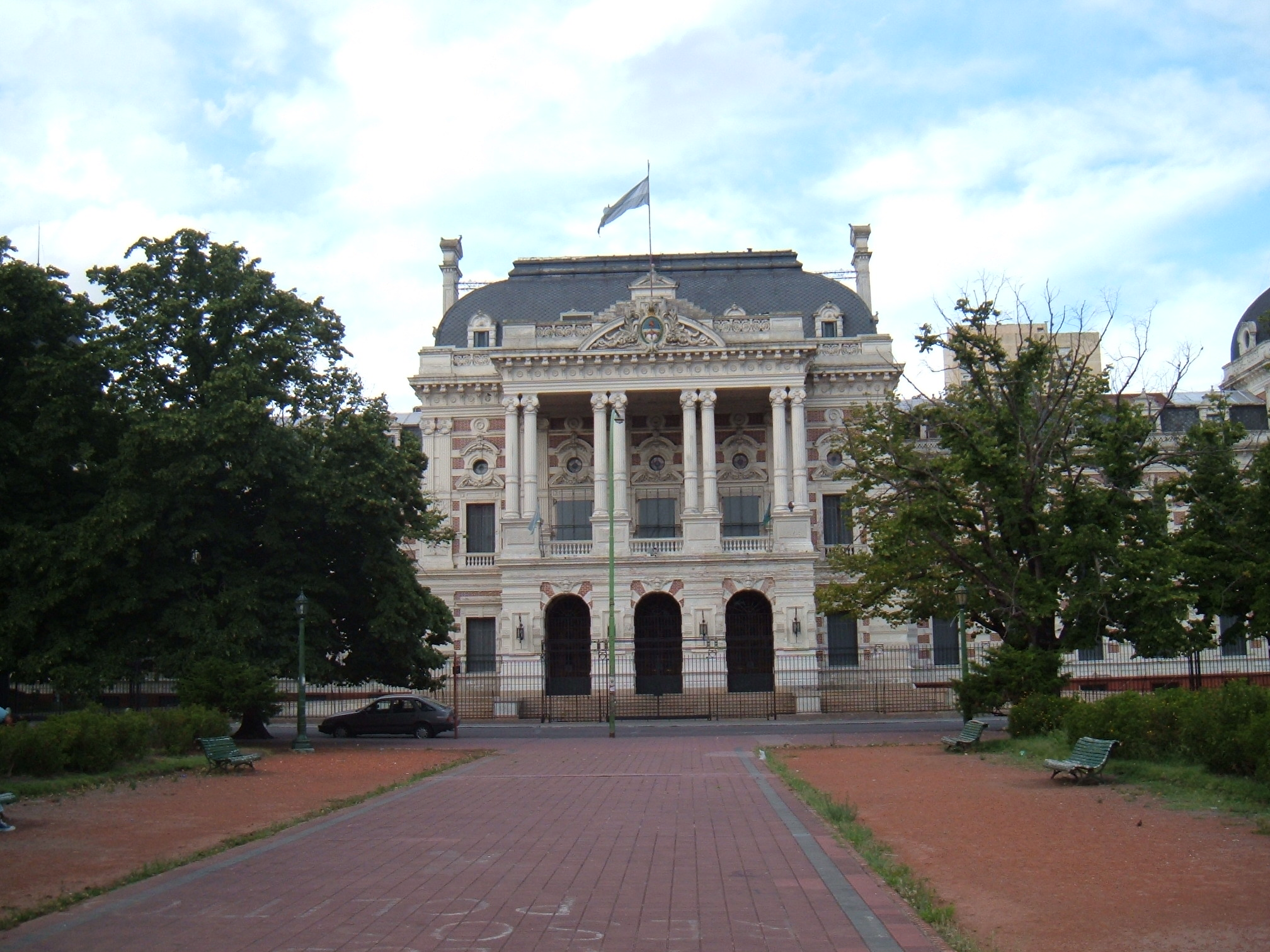
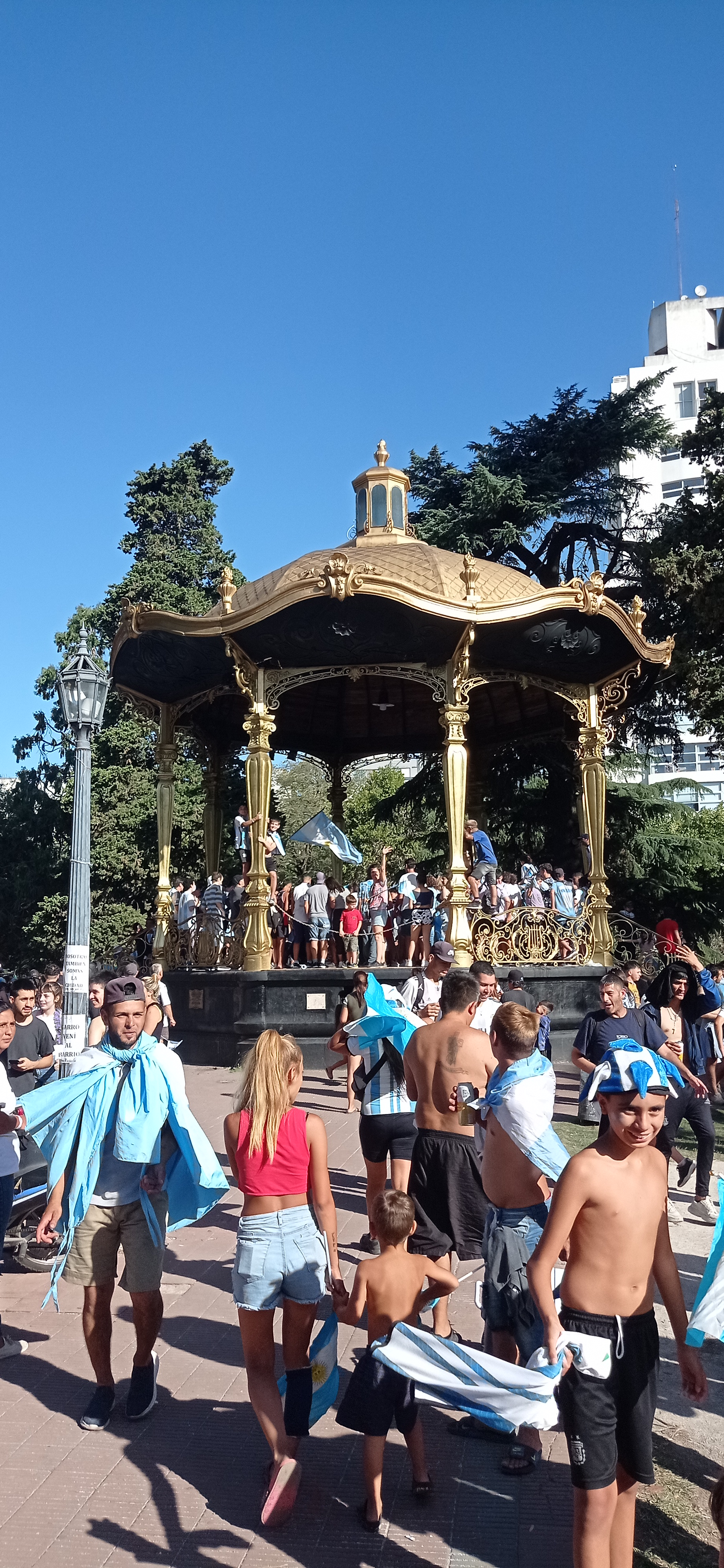
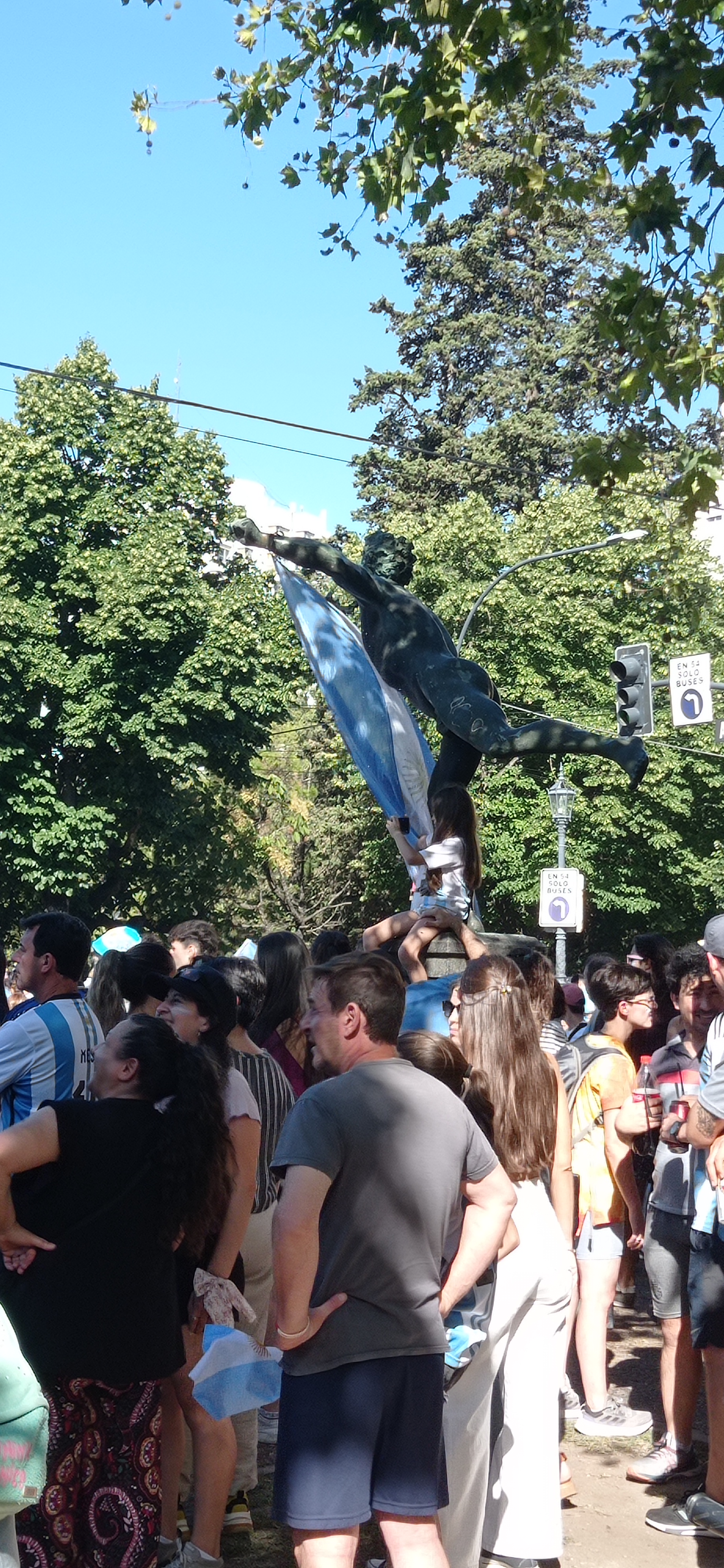
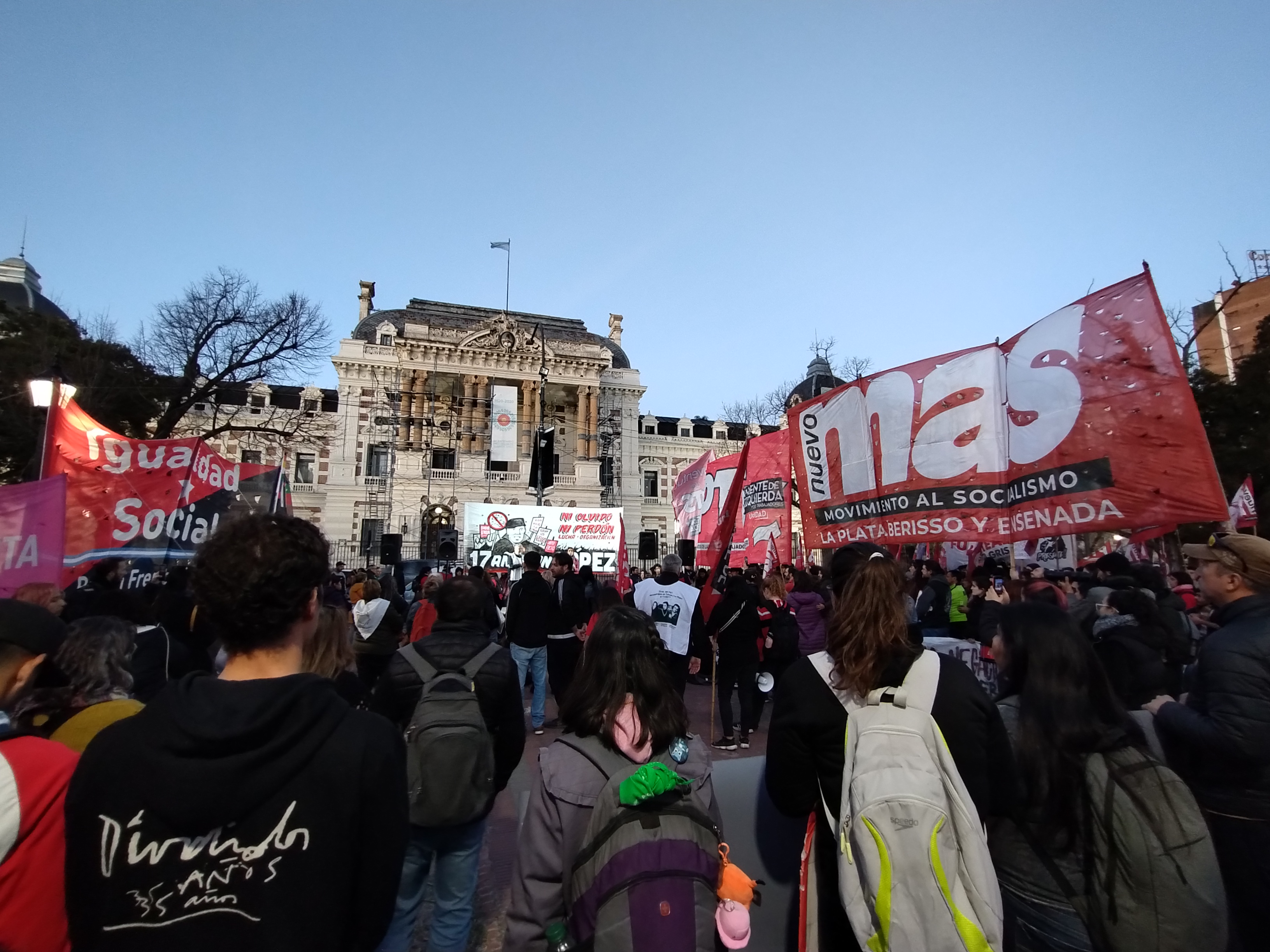